# John Maloof
John Maloof é um produtor cinematográfico americano. Como reconhecimento, foi nomeado ao Oscar 2015 na categoria de Melhor Documentário em Longa-metragem por Finding Vivian Maier.